# Episodi di Frasier (serie televisiva 2023) (seconda stagione)
La seconda stagione della serie televisiva Frasier, composta da 10 episodi, viene pubblicata negli Stati Uniti sulla piattaforma Paramount+ dal 19 settembre 2024.
In Italia la stagione è stata pubblicata sempre su Paramount+ il 20 dicembre 2024.
| n. | Titolo originale                        | Titolo italiano                                     | Pubblicazione USA | Pubblicazione Italia |
| -- | --------------------------------------- | --------------------------------------------------- | ----------------- | -------------------- |
| 1  | Ham                                     | Prosciutto                                          | 19 settembre 2024 | 20 dicembre 2024     |
| 2  | Cyrano, Cyrano                          | Cirano, Cirano                                      | 19 settembre 2024 | 20 dicembre 2024     |
| 3  | All About Eve                           | Tutto su Eve                                        | 26 settembre 2024 | 20 dicembre 2024     |
| 4  | The Dedication                          | La commemorazione                                   | 3 ottobre 2024    | 20 dicembre 2024     |
| 5  | The Squash Courtship of Freddy's Father | Il corteggiamento con lo squash del padre di Freddy | 10 ottobre 2024   | 20 dicembre 2024     |
| 6  | Cape Cod                                | Cape Cod                                            | 17 ottobre 2024   | 20 dicembre 2024     |
| 7  | My Brilliant Sister                     | La mia brillante sorella                            | 24 ottobre 2024   | 20 dicembre 2024     |
| 8  | Thank You, Dr. Crane                    | Grazie, Dr. Crane                                   | 31 ottobre 2024   | 20 dicembre 2024     |
| 9  | Murder Most Finch                       | Assassinio Oliviesco                                | 7 novembre 2024   | 20 dicembre 2024     |
| 10 | Father Christmas                        | Papà Natale                                         | 14 novembre 2024  | 20 dicembre 2024     |